# DIN Sync
DIN Syncは、MIDI規格が制定される以前に使用されていた、ローランド社による同期演奏の信号の規格である。ローランドではSync24、KORGではSync48と規格が違い、1拍の周波数の違いで分けられていた。

## 概要
DINとはコネクタの形状規格の一種（正式にはDINコネクタ）を指し、Syncとは同期信号の事である。DIN Syncでは、5ピンのDINコネクタを両端に持つケーブルを利用し、Sync信号とスタートポイント信号を送受信していた。この5ピンDINコネクタは、MIDI規格のDINコネクタとピン配置が同じ為、コネクタ部は物理的に互換性がある。

## 同期演奏の方法
自動演奏装置を同期しようとする試みは、それらの楽器が出現するときから存在していた。ごく初期ではテンポの同期ではなく、1音1音の同期という考え方も存在した（ステップ同期）。
殆どの自動演奏装置は、自身が持つクロックジェネレーターの周波数をカウントする事でテンポを決めている。このクロック周波数を上げるとカウントが速まりテンポが上がると言う事である。ということは、ある自動演奏装置のクロック周波数を受け側の自動演奏装置に与えてやり、自身のクロックジェネレーターを無視できるとすれば、スタートポイントさえ合っていれば同期演奏が理論的には可能だと言う事である。
ローランド社では1拍を24カウントとしており、それがSync24の元となる。
Sync信号は、単純なパルスであり簡単な分周回路により拍を作り出すことができた。

## Sync録音
実際の現場においてはSync信号は、活用の場が少なかった。当時自動演奏装置としては、Roland社のMC-8というシンセサイザーの自動演奏装置しかなく、これを連結運転するというのはあり得ない事だった。というのは、MC-8自体が高額だった事やコントロールされるシンセサイザーも高額だったため、複数の同期という場面が少なかったからである。最もよく使われたのは、レコーディング現場であったが、これもMTRの1トラックに自身のSync信号を録音し、2トラック目、3トラック目の楽曲となる録音は、1トラック目の同期信号に対して自身が同期させられるという使い方のみであった。

## 同期演奏
Sync信号が、自身のためだけに必要であるならば、問題はなかったのだが、ローランド社のTR-808の出現によって大きく変わってくる。演奏家が独自にプログラムできるリズムマシンを手に入れ自動演奏装置やシンセサイザーが低価格化が進み、1つの現場で複数の楽器が同期演奏されるようになってきた。この当時、シンセサイザーのコントロール方式も、自社製品の販売促進のために各社が独自の規格を使っていた。例えば、自動演奏時の音程情報は、ローランド系がOct/V、対してYAMAHA系がHz/Vと違っていたように、Sync信号も各社で違いがあった。また、Sync同期にはスタートの信号がなかったので、受け側の機材は自身のクロックを切ってスタート状態でSync信号を待つという面倒な部分もあった。

## DIN Syncの提案
自動演奏ではMC-8の実績を持つRoland社が提唱したのが、DINインターフェースと、Sync24の同期信号、スタート・エンドポイントの信号を送受信する規格であった。
ただ、この時点で既に、KORG社は48カウントのSync信号を使っており、変換器も必要となった。さらに、スタート位置だけでは、小節単位の位置情報を持たないSync同期はズレがおきた。これらの状況と、音程などのコントロール情報を統一しようとする動きから、MIDIが生まれるのにそう時間はかからなかったのである。